# حب ودموع (فلم)
حب ودموع هو فيلم مصري عرض عام 1955، بطولة فاتن حمامة وأحمد رمزي، ومن إخراج كمال الشيخ.

## قصة الفيلم
فتاة رقيقة تعيش مع والدها العامل البسيط في مدينة بورسعيد وتحب ضابط بحري وسيم تنتظر دائما عودته من رحلاته البحرية حول العالم. يضطر الأب إلى الاستدانة من رجل غني، وعندما يعجز عن السداد، ينتهز الرجل الغني هذه الفرصة ويطلب الزواج من ابنته رغم أنها تعامله كرجل كبير وصديق لوالدها فقط. يوافق الأب على هذا سدادا للدين ولكنه يتراجع في ليلة العرس ويقوم بقتله وأثناء التحقيق يموت الأب أيضا من الصدمة الشديدة. تتشرد الفتاة ويستغل أحد القوادين الفرصة ويشجعها على العمل لديه بالكباريه وهناك تقابل مطربة طيبة القلب تقف معها وتبعدها عن طريق الخطيئة انتظارا لقدوم حبيبها من سفره الطويل.

## طاقم التمثيل
| - فاتن حمامة: (فاطمة محمود سلام) - عقيلة راتب: (سنية - مطربة الكباريه) - أحمد رمزي: (أحمد عزت) - زكي رستم: (الريس متولي عبد ربه) - مختار عثمان: (محمود سلام - والد فاطمة) | - زينب صدقي: (والدة أحمد عزت) - إستفان روستي: (الخواجة باولو - القواد) - وداد حمدي: (سعاد - جارة فاطمة) - عدلي كاسب: (شاويش القسم) - عبد الرحيم الزرقاني: (وكيل النيابة) | - عبد الحميد زكي: (عبد الصبور بك) - سلوى عز الدين: (نعيمة حجازي - فتاة ليل) - ليلى كريم: (سلوى) - سامية محسن: (مفيدة سليمان - فتاة ليل) - حسين إسماعيل: (رجل الريس متولي) | - مختار السيد: (عبده - الجرسون) - عبد المنعم سعودي: (المأذون) - مطاوع عويس: (سلامة - رجل الريس متولى) - عبد البديع العربي: (الطبيب) - جورج يوردانيدس: (زبون الكباريه) |

## فريق العمل
- إخراج: كمال الشيخ
- قصة: محمود صبحي
- سيناريو وحوار: علي الزرقاني
- مدير التصوير: وحيد فريد
- مونتاج: عطية عبده
- إنتاج: أفلام فاتن حمامة
- مدير الإنتاج: رمسيس نجيب
- توزيع: دولار فيلم
- تأليف الأغنية: فتحي قورة
- تلحين الأغنية: علي فراج

## روابط خارجية
- مقالات تستعمل روابط فنية بلا صلة مع ويكي بيانات